# Charles Allwright
Charles Russell Spencer Allwright (11 tháng 6 năm 1888 – tháng 5 năm 1966) là một outside right người Anh từng thi đấu ở Football League cho Bristol City.

## Sự nghiệp thi đấu
| Câu lạc bộ          | Mùa giải            | Giải đấu                        | Giải đấu | Giải đấu  | Cúp FA  | Cúp FA    | Tổng    | Tổng      |
| Câu lạc bộ          | Mùa giải            | Hạng đấu                        | Số trận  | Bàn thắng | Số trận | Bàn thắng | Số trận | Bàn thắng |
| ------------------- | ------------------- | ------------------------------- | -------- | --------- | ------- | --------- | ------- | --------- |
| Brentford           | 1914–15             | Southern League Second Division | 5        | 0         | —       | —         | 5       | 0         |
| Tổng cộng sự nghiệp | Tổng cộng sự nghiệp | Tổng cộng sự nghiệp             | 5        | 0         | —       | —         | 5       | 0         |